# Trichocline
Trichocline es un género  de plantas con flores pertenecientes a la familia de las asteráceas. Comprende 91 especies descritas y de estas, solo 24 aceptadas.

## Descripción
Los capítulos tienen el involucro con varias series de brácteas lineales y agudas, las exteriores más largas. El receptáculo, siempre desnudo, está liso o subalveolado con alveolas de borde entero,  o bien cubierto de alveolas con fimbrillas desiguales, filiformes, membranosas. Las lígula periféricas son femeninas, con rudimentos de estambres abortados, y con corola seudo-labiada, el labio  interno entero alargado, mientras los flósculos son hermafroditas y bilabiados, con el labio exterior tridentado y el interior bidentado. Los estambres son de anteras con largos apéndices y el filamento es comprimido. Las cipselas son cilíndricas, erizadas de papilas membranosas, y con el borde de la placa apical dilatado exteriormente. El vilano es constituido de muy numérosas escamas filiformes barbeladas apicalmente, y organizadas en distintas series.

## Distribución
Todas las especies son nativas/endémicas de Suramérica, excepto 1 que lo es de Australia occidental.

## Taxonomía
El género fue descrito por Alexandre Henri Gabriel de Cassini y publicado en Bull. Sci. Soc. Philom. Paris 1817: 13. 1817.
Etimología
- Trichocline: de τρίχως, pelo y χλίνέ, lecho, aludiendo a las finísimas fímbrillas filamentosas de las alveolas del receptáculo.[6]

## Especies aceptadas
A continuación se brinda un listado de las especies del género Trichocline, ordenadas alfabéticamente. Para cada una se indica el nombre binomial seguido del autor, abreviado según las convenciones y usos.
- Trichocline aurea (D.Don) Reiche
- Trichocline auriculata (Wedd.) Hieron.
- Trichocline boecheri Cabrera
- Trichocline catharinensis Cabrera
- Trichocline caulescens Phil.
- Trichocline cineraria (D.Don) Hook. & Arn.
- Trichocline crispata Cabrera
- Trichocline dealbata (Hook. & Arn.) Benth. & Hook.f. ex Griseb.
- Trichocline deserticola Zardini
- Trichocline eriopus Baker
- Trichocline exscapa Griseb.
- Trichocline heterophylla (Spreng.) Less., sin.  Criscia stricta
- Trichocline hieracioides (Kunth) Ferreyra
- Trichocline humilis Less.
- Trichocline incana (Lam.) Cass.
- Trichocline linearifolia Malme
- Trichocline macrocephala Less.
- Trichocline macrorhiza Cabrera
- Trichocline maxima Less.
- Trichocline plicata Hook. & Arn.
- Trichocline reptans (Wedd.) Hieron.
- Trichocline sinuata (D.Don) Cabrera
- Trichocline spathulata (A.Cunn. ex DC.) J.H.Willis
- Trichocline speciosa Less.